# یواخیم هافمن
یواخیم هافمن (۱ دسامبر ۱۹۳۰ – ۸ فوریه ۲۰۰۲) مورخ آلمانی و مدیر دانشگاهی دفتر تحقیقات تاریخ نظامی نیروهای مسلح آلمان بود.

## زندگی
یواخیم هافمن در سال ۱۹۳۰ در کونیگزبرگ، پروس شرقی به دنیا آمد. در مراحل آخر جنگ جهانی دوم، خانواده هافمن برای اجتناب از پیشروی ارتش سرخ به آلمان غربی گریختند. در آلمان غربی خانواده هافمن در برلین مستقر شدند.
از سال ۱۹۵۱ هافمن در دانشگاه آزاد برلین و دانشگاه هامبورگ به مطالعه تاریخ مدرن، تاریخ اروپای شرقی و قوم‌شناسی تطبیقی پرداخت. در سال ۱۹۵۹ دکترای خود را در تاریخ برای مطالعه Die Berliner Mission des Grafen Prokesch-Osten 1849-1852 دریافت کرد. هافمن از سال ۱۹۶۰ تا ۱۹۹۵ در دفتر تحقیقات تاریخ نظامی نیروهای مسلح آلمان کار می‌کرد، و زمینه تخصصی او «نیروهای مسلح اتحاد جماهیر شوروی سوسیالیستی» بود. در سال‌های آخر عمر، سمت مدیر علمی را برعهده داشت. در این سال‌ها به او جوایزی نیز برای کارهایش اعطا شد، مانند جایزه «دکتر والتر اکهارت» (۱۹۹۱) و جایزه فرهنگی «ژنرال آندری آندریویچ ولاسو» (۱۹۹۲). پس از بازنشستگی هافمن در سال ۱۹۹۵، او به عنوان یک نویسنده مستقل به کار خود ادامه داد.